# René van der Gijp
René van der Gijp, né le 4 avril 1961 à Dordrecht, est un joueur de football international néerlandais actif principalement durant les années 1980. Il joue au poste d'ailier droit. Il est le fils de Wim van der Gijp (nl) et le neveu de Cor van der Gijp (nl), tous deux également internationaux néerlandais. Après sa carrière de joueur, il se reconvertit dans les médias et devient consultant sportif à partir de 2008.

## Carrière en club
René van der Gijp commence à jouer au football dans les équipes de jeunes du FC Dordrecht, le club de sa ville natale. En 1975, il rejoint l'école des jeunes du Feyenoord Rotterdam. Il n'y reste qu'un an avant de partir au Sparta Rotterdam, où il termine sa formation. Il est intégré au noyau de l'équipe première en 1978. Lors de sa première saison chez les professionnels, il est le plus souvent réserviste mais gagne ensuite sa place de titulaire. Après quatre saisons au Sparta, il est transféré durant l'été 1982 par le KSC Lokeren, un club évoluant en Division 1 belge.
Il s'impose d'emblée dans le onze de base du club belge et ses bonnes prestations lui valent d'être appelé pour la première fois en équipe nationale néerlandaise au mois de septembre 1982. Il passe deux ans et demi à Lokeren et est transféré en novembre 1984 par le PSV Eindhoven, un des trois grands clubs néerlandais. Il devient immédiatement un joueur important dans l'équipe qui comporte des joueurs tels que Ruud Gullit, Ronald Koeman ou encore Frank Arnesen. Il y vit les meilleures saisons de sa carrière, inscrivant en moyenne un but tous les deux matches et remportant deux titres de champion de Pays-Bas consécutifs en 1986 et 1987. Après ce deuxième sacre, René van der Gijp repart à l'étranger et s'engage au Neuchâtel Xamax, champion de Suisse en titre. Il y décroche une nouvelle fois les lauriers nationaux mais quitte néanmoins le club en fin de saison pour le FC Aarau, un autre club de première division suisse.
En novembre 1989, René van der Gijp quitte la Suisse et rentre aux Pays-Bas. Il s'engage avec son club formateur, le Sparta Rotterdam, où il termine la saison. Il rejoint ensuite les rangs du Sportclub Heerenveen, tout juste relégué en deuxième division, qu'il aide à remonter parmi l'élite deux ans plus tard. Une fois la promotion acquise, il décide de prendre sa retraite sportive en juin 1992.

### Statistiques
| Saison                | Club                  | Championnat           | Championnat | Championnat | Coupe(s) nationale(s) | Coupe(s) nationale(s) | Supercoupe | Supercoupe | Compétition(s) continentale(s) | Compétition(s) continentale(s) | Compétition(s) continentale(s) | Total | Total |
| Saison                | Club                  | Division              | M.          | B.          | M.                    | B.                    | M.         | B.         | Comp.                          | M.                             | B.                             | M.    | B.    |
| 1978-1979             | Sparta Rotterdam      | Eredivisie            | 3           | 1           | -                     | -                     | 0          | 0          | -                              | 0                              | 0                              | 3     | 1     |
| 1979-1980             | Sparta Rotterdam      | Eredivisie            | 24          | 3           | 4                     | 0                     | 0          | 0          | -                              | 0                              | 0                              | 28    | 3     |
| 1980-1981             | Sparta Rotterdam      | Eredivisie            | 33          | 17          | -                     | -                     | 0          | 0          | -                              | 0                              | 0                              | 33    | 17    |
| 1981-1982             | Sparta Rotterdam      | Eredivisie            | 23          | 8           | -                     | -                     | 0          | 0          | -                              | 0                              | 0                              | 23    | 8     |
| Sous-total            | Sous-total            | Sous-total            | 83          | 29          | -                     | -                     | 0          | 0          | -                              | 0                              | 0                              | 83    | 29    |
| 1982-1983             | KSC Lokeren           | Division 1            | 32          | 12          | -                     | -                     | 0          | 0          | C3                             | 4                              | 2                              | 36    | 14    |
| 1983-1984             | KSC Lokeren           | Division 1            | 25          | 4           | -                     | -                     | 0          | 0          | -                              | 0                              | 0                              | 25    | 4     |
| 1984-1985             | KSC Lokeren           | Division 1            | 9           | 2           | -                     | -                     | 0          | 0          | -                              | 0                              | 0                              | 9     | 2     |
| Sous-total            | Sous-total            | Sous-total            | 66          | 18          | -                     | -                     | 0          | 0          | -                              | 4                              | 2                              | 70    | 20    |
| 1984-1985             | PSV Eindhoven         | Eredivisie            | 21          | 10          | 1                     | 0                     | 0          | 0          | C3                             | -                              | -                              | 22    | 10    |
| 1985-1985             | PSV Eindhoven         | Eredivisie            | 30          | 13          | -                     | -                     | 0          | 0          | C3                             | 4                              | 1                              | 34    | 14    |
| 1986-1987             | PSV Eindhoven         | Eredivisie            | 32          | 20          | -                     | -                     | 0          | 0          | C1                             | 2                              | 0                              | 34    | 20    |
| Sous-total            | Sous-total            | Sous-total            | 83          | 43          | -                     | -                     | 0          | 0          | -                              | 6                              | 1                              | 89    | 44    |
| 1987-1988             | Neuchâtel Xamax       | Ligue Nationale A     | 19          | 6           | -                     | -                     | 1          | 2          | C1                             | 4                              | 3                              | 24    | 11    |
| Sous-total            | Sous-total            | Sous-total            | 19          | 6           | -                     | -                     | 1          | 2          | -                              | 0                              | 0                              | 20    | 8     |
| 1988-1989             | FC Aarau              | Ligue Nationale A     | 30          | 8           | -                     | -                     | 0          | 0          | C3                             | -                              | -                              | 30    | 8     |
| 1989-1990             | FC Aarau              | Ligue Nationale A     | 6           | 1           | -                     | -                     | 0          | 0          | -                              | 0                              | 0                              | 6     | 1     |
| Sous-total            | Sous-total            | Sous-total            | 36          | 9           | -                     | -                     | 0          | 0          | -                              | 0                              | 0                              | 36    | 9     |
| 1989-1990             | Sparta Rotterdam      | Eredivisie            | 17          | 0           | -                     | -                     | 0          | 0          | -                              | 0                              | 0                              | 17    | 0     |
| Sous-total            | Sous-total            | Sous-total            | 17          | 0           | -                     | -                     | 0          | 0          | -                              | 0                              | 0                              | 17    | 0     |
| 1990-1991             | SC Heerenveen         | Eerste divisie        | 19          | 5           | -                     | -                     | 0          | 0          | -                              | 0                              | 0                              | 19    | 5     |
| 1991-1992             | SC Heerenveen         | Eerste divisie        | 13          | 1           | -                     | -                     | 0          | 0          | -                              | 0                              | 0                              | 13    | 1     |
| Sous-total            | Sous-total            | Sous-total            | 32          | 6           | -                     | -                     | 0          | 0          | -                              | 0                              | 0                              | 32    | 6     |
| Total sur la carrière | Total sur la carrière | Total sur la carrière | 336         | 111         | -                     | -                     | 1          | 2          | -                              | 2                              | 0                              | 339   | 113   |

### Palmarès
- 2 fois champion des Pays-Bas en 1986 et 1987 avec le PSV Eindhoven.
- 1 fois champion de Suisse en 1988 avec Neuchâtel Xamax.
- Vainqueur de la Supercoupe de Suisse en 1987 avec Neuchâtel Xamax.

## Carrière en équipe nationale
René van der Gijp est appelé à quinze reprises en équipe nationale néerlandaise entre 1982 et 1987. Il dispute son premier match le 22 septembre 1982 contre l'Irlande dans le cadre des éliminatoires de l'Euro 1984. Son dernier match a lieu le 25 mars 1987 contre la Grèce, lors des éliminatoires de l'Euro 1988. Il inscrit deux buts au cours de sa carrière internationale, tous les deux à l'occasion d'un match amical contre le Danemark le 14 mars 1984.
Le tableau ci-dessous reprend toutes les sélections de René van der Gijp. Le score des Pays-Bas est toujours indiqué en gras.
| Date       | Compétition                                  | Adversaire           | Lieu      | Score | Remarque                     |
| ---------- | -------------------------------------------- | -------------------- | --------- | ----- | ---------------------------- |
| 22/09/1982 | Éliminatoires Euro 1984 (Groupe 7)           | République d'Irlande | Rotterdam | 2-1   |                              |
| 10/11/1982 | Match amical                                 | France               | Rotterdam | 1-2   | 46e                          |
| 16/02/1983 | Éliminatoires Euro 1984 (Groupe 7)           | Espagne              | Séville   | 1-0   |                              |
| 27/04/1983 | Match amical                                 | Suède                | Utrecht   | 0-3   |                              |
| 14/03/1984 | Match amical                                 | Danemark             | Amsterdam | 6-0   | 29e (2-0) · 88e (pen.) (6-0) |
| 17/10/1984 | Éliminatoires Coupe du monde 1986 (Groupe 5) | Hongrie              | Rotterdam | 1-2   |                              |
| 14/11/1984 | Éliminatoires Coupe du monde 1986 (Groupe 5) | Autriche             | Vienne    | 1-0   | 33e                          |
| 23/12/1984 | Éliminatoires Coupe du monde 1986 (Groupe 5) | Chypre               | Nicosie   | 0-1   | 77e                          |
| 27/02/1985 | Éliminatoires Coupe du monde 1986 (Groupe 5) | Chypre               | Amsterdam | 7-1   | 77e                          |
| 01/05/1985 | Éliminatoires Coupe du monde 1986 (Groupe 5) | Autriche             | Rotterdam | 1-1   | 77e                          |
| 19/11/1986 | Éliminatoires Euro 1988 (Groupe 5)           | Pologne              | Amsterdam | 0-0   | 73e                          |
| 21/12/1986 | Éliminatoires Euro 1988 (Groupe 5)           | Chypre               | Limassol  | 0-2   |                              |
| 21/01/1987 | Match amical                                 | Espagne              | Barcelone | 1-1   |                              |
| 25/03/1987 | Éliminatoires Euro 1988 (Groupe 5)           | Grèce                | Amsterdam | 1-1   | 83e                          |
| 29/04/1987 | Éliminatoires Euro 1988 (Groupe 5)           | Hongrie              | Rotterdam | 2-0   | 79e                          |

## Reconversion médiatique
Après avoir rangé ses crampons, René van der Gijp se dirige vers le monde de la musique et des médias. En 1995, il enregistre un single intitulé « Geef me hoop Jomanda », une parodie de la chanson « Give me hope Joanna » d'Eddy Grant dans lequel il se moque de la médium néerlandaise Jomanda. Il enregistre également un morceau avec son ami, l'ancien joueur Mario Been, « In ons klein café », sous le nom « Koek en Zopie ».
À partir de 2008, il devient consultant pour le programme Voetbal Inside. Il est également analyste pour les matches de la Ligue des champions sur la chaîne Veronica.